# Мая Гарріс
Мая Лакшмі Харріс (нар. 30 січня 1967) — американська юристка, адвокатка державної політики та телевізійна коментаторка. Політична аналітикиня MSNBC, а в 2015 році призначена однією з трьох старших радників з питань політики, які керували розробкою порядку денного президентської кампанії Гіларі Клінтон 2016 року. Раніше була старшою співробітницею Центру американського прогресу. З 2008 року, доки вона не обійняла свою нинішню посаду, Гарріс була віцепрезидентом з питань демократії, прав та справедливості Фонду Форда. До приєднання до Фонду Форда вона працювала виконавчою директоркою Американського союзу громадянських свобод (ACLU), у Північній Каліфорнії.
Вона виконувала обов'язки голови передвиборчої кампанії своєї сестри Камали Гарріс на президентських виборах до моменту припинення кампанії. Її сестра, Камала Гарріс, була віцепрезидентом США.

## Раннє життя та освіта
Народившись в Шампейн-Урбана, штат Іллінойс, Гарріс виросла в районі затоки Сан-Франциско та Монреалі, Квебек. Вона є дочкою Шьямали Гопалан Гарріс (1938—2009), дослідниці раку молочної залози, яка емігрувала з Ченнаї (колишній Мадрас), Індія в 1960 році і Дональда Гарріса, випускника економіки Стенфордського університету, який народився на Ямайці, зараз заслужений. Її дідусь по материнській ліні П. В. Гопалан був державним службовцем у федеральному уряді Індії. Вона та її старша сестра Камала були виховані з баптистськими та індуїстськими віруваннями. У 8 років вона разом із сестрою переконала керівництво їхнього багатоквартирного будинку відкрити невикористаний дворик як місце для ігор дітей. У 17 років вона народила єдину дитину Міну Гарріс, біологічний батько якої білий. Вона здобула ступінь бакалавра мистецтв в Університеті Каліфорнії в Берклі в 1989 році. Того року вона вступила до юридичної школи в Стенфорді. Будучи в Стенфорді, брала активну участь у проєкті правового регулювання громад Східного Пало-Альто, виступаючи координаторкою клініки домашнього насильства та співголовою студентського керівного комітету.

## Кар'єра
Здобувши докторський ступінь з юридичних наук у Стенфордській юридичній школі, Гарріс працювала юристкою в суді окружного суду США Джеймса Уера в північному окрузі Каліфорнії. У 1994 Гарріс приєдналася до юридичної фірми Jackson Tufts Cole & Black, LLP у Сан-Франциско, працюючи в цивільних та кримінальних судових процесах. У 1997 році відділ молодих юристів Національної асоціації адвокатів нагородив її нагородою Юніса В. Вільямса у номінації Молодий юрист року. Наступного року вона була визнана однією з 20 найкращих юристів віком до 40 років за версією San Francisco Daily Journal.
Гарріс працювала професоркою права в юридичній школі Університету Сан-Франциско. Вона також викладала договірне право в юридичному факультеті Нового коледжу Каліфорнії і була деканом юридичної школи Лінкольна в Сан-Хосе.

### Адвокація
Гарріс була старшою юристкою в PolicyLink, Національному науково-дослідному інституті, що просуває економічну та соціальну справедливість. Перебуваючи на цій посаді, вона організовувала конференції, присвячені відносинам між поліцією та громадою та виступала за реформування поліції.
Гарріс працювала виконавчою директоркою Американського союзу громадянських свобод у Північній Каліфорнії. У ролі керівниці найбільшого афілійованого представництва ACLU Гарріс керувала та координувала судові процеси, відносини зі ЗМІ, лобіювання та організацію роботи на низовому рівні. «Пріоритетами проєкту є усунення расових диспропорцій у системі кримінального правосуддя та досягнення рівня справедливості в освіті в державних школах Каліфорнії».
Гарріс є авторкою есе «Сприяння розвитку відповідальної поліції, орієнтованої на громаду», яке з'явилося у книзі 2006 року «Угода з Чорною Америкою».
У 2012 році Гарріс була віцепрезидентом з питань демократії, прав та справедливості Фонду Форда. Однією з проблем, над якою вона працює, є проблема дівчат, яких змушують до шлюбу в ранньому віці.

## Особисте життя
Гарріс одружена з Тоні Вестом з липня 1998 року. Вони разом вчились 1992 року на Стенфордському юридичному факультеті, де подружились, а стосунки зав'язали після закінчення навчання. Її дочка, Міна Гарріс, закінчила Стенфорд 2006 року, а Гарвардський юридичний факультет — 2012 року.